# Земовит V
Земовит V (пол. Siemowit V; 1389 — 16 лютого 1442) — в 1426-1434 роках князь Мазовецький в Раві, Плоцьку, Сохачеві, Гостиніну, Плонську, Візні та Белзі. Небіж короля Ягайла.

## Біографія
Земовит V був найстаршим сином князя Плоцького Земовита IV і сестри Владислава II Ягайла — литовської княжни Олександри. Народився не раніше 1388 та не пізніше 1391, найправдоподібніше 1389 року. Мав подвійне ім'я Земовит Александер, яке вживав спорадично до досягнення його молодшим братом Александером віку молодості. В джерелах також згадується як Земішек.
Князь дитинство і ранню молодість провів при дворі Владислава II Ягайла в Кракові. В 1410 році взяв участь на стороні короля в битві під Грюнвальдем.
Після 1420 року, у зв'язку зі старінням батька Земовит V, почав брати на себе більше влади в рідному князівстві Плоцькому. З невідомих причин в 1425 році, батько князя Земовит IV на єпархіальному синоді в Ленчиці виступив за посередництвом свого канцлера Станіслава Павловського з промовою, в якій скептично поставився до законної залежності Мазовії від корони польської.
На початку 1426 року Земовит IV помер, залишивши свої володіння, розділеними між чотирма синами — Земовитом V, Казимиром II, Тройденом II і Владиславом I (п'ятий син Олександр вибрав духовну кар'єру).
Незважаючи на визнання зверхності Польщі, стосунки князів мазовецьких з польським монархов залишилися напруженими. Приводом цього був конфлікт, який вибухнув між князями та Станіславом Павловським (на той час будучим біскупом Плоцьким та вірним прихильником Ягайла).
В 1429 році Земовит V взяв участь у з'їзді монархів у Луцьку, де Сигізмунд I Люксембург запропонував підняття до королівського рівня Великого князя Литовського Вітовта.
В війні, яка вибухнула в 1431 р. між Польщею та керованою Свидригайлом Литвою, князі мазовецькі воювали на польській стороні, а Земовит V взяв командування над польськими військами. Проведена тоді кампанія закінчилася повним успіхом разом з підписанням 2 вересня 1431 року перемир'я. За надану допомогу Земовит V отримав від польського короля жидачівський повіт з прилеглою до Белзького князівства Волинню.
Добре складені взаємини з короною були несподівано закінчені в 1432 році, коли Земовит V розпочав переговори з тевтонцями в Дзялдово і зі Свидригайлом в Вільні у справі спільного союзу, направленого проти Польщі. Лише переворот поляків у Литві і усунення Свидригайла схилило князя до повторного зв'язку з Польщею. Існують припущення, що контакти Земовита з Свидригайлом відбували з відома і згодою Ягайла, про що повинен був свідчити факт залишення князя в королівській милості через цілий 1432 рік.
Смерть Владислава II Ягайла в 1434 р. зробила на короткий час Земовита V кандидатом на польську корону, його підтримував, зокрема, Спитко III Мельштинський.
Після провалу опозиції Земовит V швидко прийняв нового правителя Владислава III Варненчика і 25 липня разом з братом Казимиром II взяв учать у коронації молодого польського монарха. Церемонія була порушена невирішеним спором князів Мазовецьких з біскупами за почесне місце поряд з королем.
31 серпня 1434 року Земовит V вирішив разом з братами на остаточне розділення спадщини — найстаршому дісталася частина з Равою, Гостиніном та Сохачевим.
Після закінчення поділу політична активність Земовита V різко спадає. 31 грудня 1435 року, Земовит V бере участь у мирних переговорах з тевтонськими лицарями в Бресті-Куявському, а в квітні 1438 року в з'їзді в Новому Корчині, де відмовляв Владислава III і коронну раду мати намір прийнятти чеську корону для Казимира Ягеллончика.
Князь був одружений з княжною Ратиборською Малгожатою, з якою дочекався доньки, також названою Малгожатою (згодом виданою заміж за князя Олесницького Конрада IX Чорного).
Земовит V Равський помер в п'ятницю 16 лютого 1442 року (Новий Двір) і був похованим в парафіяльному костьолі Св. Петра і Павла в Раві-Мазовецькій. Більшість спадщини після його смерті прийняв брат Владислав I. Гостинін отримала вдова Малгожата Ратиборська.